# 3ciento - Chi l'ha duro... la vince
3ciento - Chi l'ha duro... la vince (Meet the Spartans) è un film del 2008 scritto, diretto e co-prodotto da Jason Friedberg e Aaron Seltzer.
È la parodia del film 300 (2007).

## Trama
Un anziano di Sparta ispeziona un bambino dalle fattezze del figlio di Shrek in Shrek terzo, mentre una voce fuoricampo fa il verso al discorso di Dilios in 300 riguardo al rituale della selezione alla nascita dei bambini spartani; il neonato, dopo aver rigurgitato liquido verde sul viso del vecchio uomo, viene scartato e gettato a calci giù dalla rupe. L'anziano ispeziona poi anche un altro bambino, stavolta vietnamita, e la voce fuori campo dice che la coppia Angelina Jolie e Brad Pitt (Brangelina) ha la precedenza su tutti per adottarlo. Leonida viene poi ispezionato e, dato che il neonato ha già gli addominali scolpiti e la barba lunga, viene subito accettato come spartano e preparato al suo destino di re attraverso alcune prove, come lottare contro sua nonna, essere torturato come James Bond in Casinò Royale e combattere il pinguino di Happy Feet in versione gigante nella foresta nevosa. Dopo aver superato queste prove, Leonida torna trionfante a Sparta dove viene incoronato re e chiede in sposa la regina Margo, la quale, per tutta risposta, gli svela la combinazione della sua cintura di castità.
Passano gli anni: viene mostrato Leonida che pesta a sangue il figlio per insegnargli la vita sul campo di battaglia, nel frattempo giunge il messaggero dell'esercito persiano ad annunciargli l'arrivo di un messo di Serse. Dopo un primo discorso, Leonida s'infuria col messaggero e lo scaraventa giù dal noto pozzo - nel film comicamente denominato Pozzo gigante della morte - assieme a molti personaggi noti dello spettacolo televisivo degli Stati Uniti - tra cui Ryan Seacrest.
Prima che Leonida parta per le Termopili, dopo essersi recato dagli antichi profeti di Sparta e aver parlato con l'oracolo (ovvero Ugly Betty), durante la notte vengono mostrate apparenti scene di sesso tra lui e la regina Margo, che, inquadrati meglio, svelano un Leonida che usa la moglie come bilanciere. La mattina seguente, Leonida incontra i soldati che devono partire per le Termopili, scoprendo però che sono solo in tredici. Il manipolo di soldati parte da Sparta saltellando e cantando I Will Survive. Durante la marcia incontrano Efialte, che ha le sembianze di Paris Hilton: dopo il rifiuto degli spartani di unirlo all'esercito, egli si rivolge a Serse, tutt'altro che alto e atletico, in quanto quest'ultimo ha l'aspetto del coprotagonista nel film Borat.
Durante la battaglia delle Termopili, i rispettivi eserciti greco e persiano si affrontano, insultando le rispettive madri e ingaggiando battaglie di hip hop e gare di break dance. Intanto, la moglie di Leonida uccide il consigliere traditore Tradituro in una scena che ricorda Spider-Man 3.
Dopo una serie di gag si avvicina lo scontro finale e Serse carica su uno schermo blu centinaia di soldati digitali, coi quali pretende di sconfiggere gli spartani che sembrano spaventati dall'apparire di tutti quei nemici. Nel demenziale scontro periscono due grandi soldati spartani: Sonio, che viene decapitato da un mostro persiano con le fattezze di un rozzo Rocky Balboa, e Capitano, che, sebbene riesca ad uccidere l'assassino di suo figlio con una siringa contenente del botox, viene trafitto da una lancia da Serse e muore nelle braccia di Leonida. Questi, in prenda alla rabbia, uccide tutti i nemici che gli stanno attorno parodiando il videogioco di Grand Theft Auto: San Andreas; nella fuga, Serse inciampa nel cubo del film Transformers, diventando un robot gigante con uno schermo incastonato nel petto che proietta i video di YouTube. Mentre Serse avanza verso i greci, il cavo della corrente del cubo si stacca e il robot si spegne e cade sopra tutti i soldati, persiani e non, facendo bruscamente terminare gli scontri.
Tempo dopo, gli spartani giungono a Platea, guidati da Dilios, che è completamente cieco e, al posto di condurre i soldati verso le truppe persiane, li guida a Malibù, dove travolgono una Lindsay Lohan appena uscita dal ricovero per la disintossicazione. Lo sketch finale zooma sui genitali (pixelati) della Lohan.
Dopo i titoli di coda, vi sono scene comiche slegate dal contesto del film. Il film termina con tutti i protagonisti che cantano e ballano sulle note di I Will Survive.

## Protagonisti
- Sean Maguire: Leonida
- Kevin Sorbo: Capitano
- Carmen Electra: Regina Margo
- Diedrich Bader: Traditoro
- Jim Piddock: Lealista
- Martin Klebba: Mumbles
- Greg Ellis: Shrek
- Phil Morris: Messaggero persiano
- Method Man: Emissario persiano
- Ken Davitian: Serse
- Crista Flanagan: Ugly Betty/Donna spartana
- Emily Wilson: Lindsay Lohan
- Nicole Parker: Britney Spears, Paris Hilton
- Tiffany Claus: Angelina Jolie
- Jenny Robinson: Britney Spears ballerina
- Travis Van Winkle: Sonio
- Tony Yalda: Sanjaya
- Nick Steele: K-Fed
- Jareb Dauplaise: Dilio
- Jim Nieb: George W. Bush
- Nate Haden: Ryan Seacrest
- Ike Barinholtz: Profeta
- Theo Kypri: Ghost Rider
- Hunter Clary: Leo Jr.
- Jenny Costa: Tyra Banks
- John Di Domenico: Donald Trump

## Distribuzione
Il film ha debuttato negli Stati Uniti il 1º febbraio 2008, l'uscita in Italia ha avuto luogo il 24 aprile 2008.

## Accoglienza

### Incassi
Il film ha avuto un incasso mondiale pari a $84.646.491 (di cui $38.233.676 solo negli Stati Uniti)

### Critica
Come il precedente film della coppia Friedberg & Seltzer, Epic Movie, ha riscontrato pareri negativi sia dalla critica che dalla maggior parte del pubblico: la pellicola ha ricevuto solo il 2% di recensioni positive su Rotten Tomatoes, mentre su Internet Movie Database ha raggiunto il voto complessivo di 2.9 su 10, posizionandosi al 19º posto nella classifica dei peggiori film di sempre votati dagli utenti del sito.
Il 21 gennaio 2009 il film ha ricevuto 5 nomination ai Razzie Awards 2008 come: Peggior film (insieme a Disaster Movie), Peggiore attrice non protagonista (Carmen Electra), Peggior regista, Peggior sceneggiatura e Peggior prequel, remake, rip-off o sequel.
La rivista Empire ha collocato la pellicola all'11º posto nella classifica dei 50 film peggiori di sempre votati dai lettori.